# Plešivički sastanak
Plešivički sastanak naziv je za povijesni tajni inicijativni skup hrvatskih intelektualaca i disidenata, uglavnom sudionika Hrvatskog proljeća, 19. siječnja 1989. u kleti Ante Ledića u Stošincu, na Plešivici.
Pravi inicijator osnivanja HDZ-a i motor okupljanja bio je Vlado Veselica.
Okupili su se dr. Franjo Tuđman, Drago Stipac, dr. Marko Veselica, dr. Vlado Veselica, dr. Marko Turić, dr. Anto Matković, dr. Hrvoje Šošić, dr. Mladen Marić, Vladimir Marić, Ivan Maglica, Vlado Jurčević, Nikola Gagulić i Tomislav Ladan te, metaforički rečeno, zapalili iskru demokracije u tadašnjemu jednostranačkom komunističkom mraku. Utanačili su osnivanje Hrvatskog demokratskog zbora, koji se 17. lipnja iste godine utemeljio kao Hrvatska demokratska zajednica, a za vođu je određen Franjo Tuđman, koji je kasnije izabran i za predsjednika HDZ-a. Iz te početne grupe kasnije je izniklo pet različitih političkih stranaka, a sudionici su postali njihovi vođe.
Prema riječima Vlade Veselice, Franjo Tuđman nije se onda poslije ponio korektno, jer je s Vladimirom Šeksom organizirao tajnu osnivačku skupštinu da bi uklonio Veselicu iz upravljačkih tijela u HDZ-u. Veselici je uzeo stranku "ispred nosa", što mu je Veselica poslije oprostio.

## Knjige
- spomen-knjiga Stošinečki spomendan, sastavio Joja Ricov

## Filmovi
- Plešivica – od imena do samostalnosti, dokumentarni film, 2019.